# August Loeber
August Loeber (* 25. Septemberjul. / 7. Oktober 1865greg. in Riga; † 14. Februar 1948 in Marne) war ein deutschbaltischer Rechtsprofessor und lettländischer Senator.

## Leben

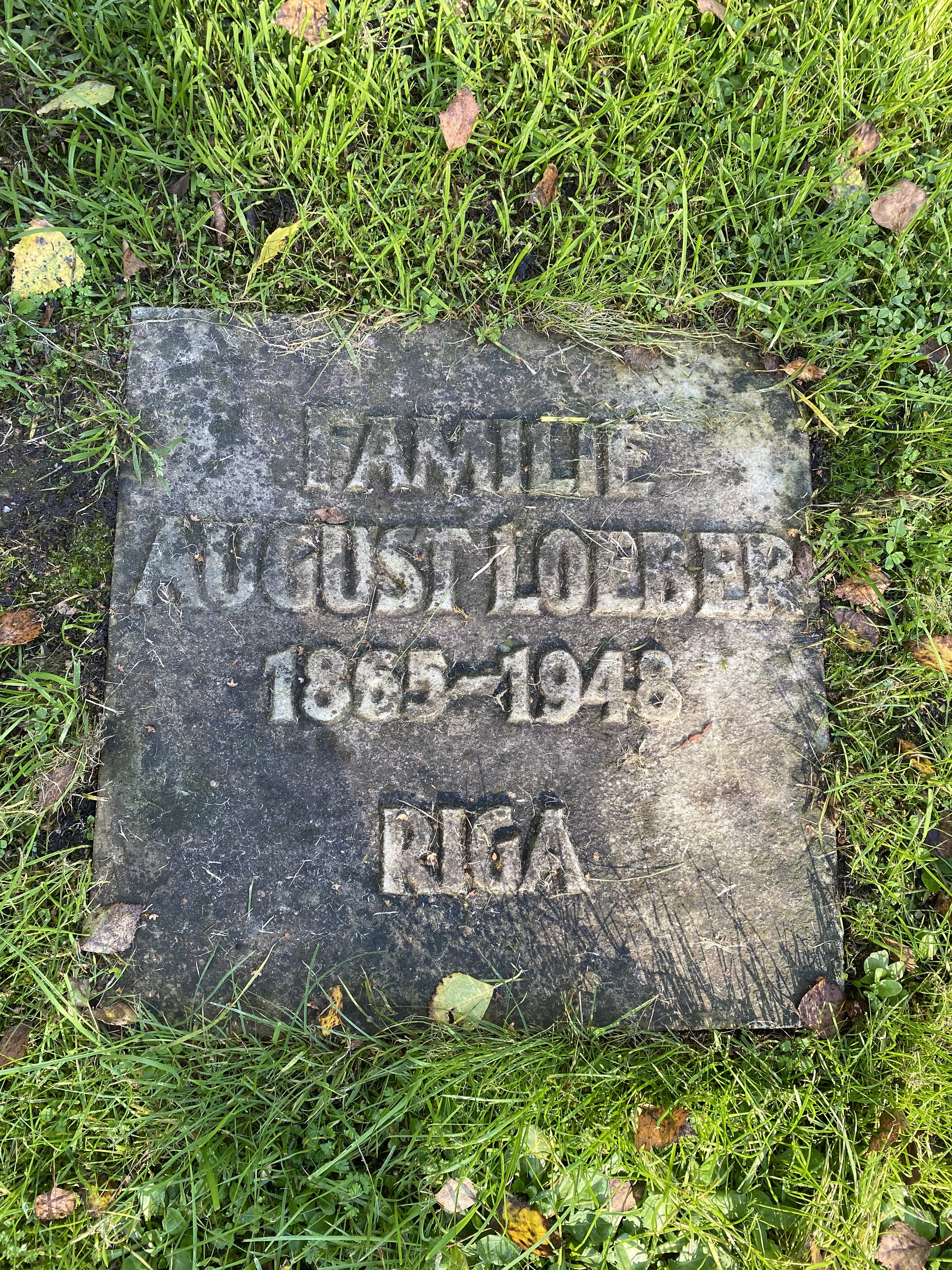
Grabstätte August Loeber auf dem Friedhof Ohlsdorf

Loeber stammte aus einer deutsch-baltischen Kaufmannsfamilie aus Riga. Nach seiner akademischen Ausbildung in deutschem und russischem Recht an der Kaiserlichen Universität Dorpat, die er als Cand. jur. abschloss, promovierte er in Göttingen zum Dr. jur. und setzte seine Studien in Frankreich und England fort. Seit 1892 war er Rechtsanwaltsgehilfe in Riga, 1896–1918 vereidigter Rechtsanwalt, 1918–1938 Senator. Daneben war er akademischer Lehrer: 1905–1907 an der Navigationsschule des Rigaschen Börsenkomitees, 1911–1915 am Rigaschen Polytechnikum und seit 1919 an der Lettischen Universität. 1930 erhielt er den Titel eines Dr. jur. h. c. und Professors. Er lehrte Handels-, Wechsel- und Seerecht.
Nach Gründung des unabhängigen Staates Lettland wurde Loeber einer der aktivsten Befürworter der jungen Republik. Während andere Deutsch-Balten dem lettischen Nationalstaat ablehnend gegenüberstanden und von der lettischen Politik als ungebetene Ausländer wahrgenommen wurden, wurde der Einsatz Loebers begrüßt in Lettland. Als Senator Lettlands war Loeber Mitglied des Obersten Gerichtshofes und definierte die völkerrechtliche und privatrechtliche Stellung in zahlreichen Rechtsgutachten.
August Loeber war der Vater des Ostrechtlers Dietrich A. Loeber. Seine letzte Ruhestätte fand er auf dem Hamburger Friedhof Ohlsdorf im Planquadrat Bq 63.

## Werke
- Ievads tiesību zinībās : pēc Latvijas Augstskolā lasītām lekcijām 1920/21 gadā. Riga, 1921
- Vispārējā tiesību teorija : Kara juridiskos kursos 1920./21. g. lasīto lekciju konspekts, Riga, 1921
- Tirdzniecības tiesību pārskats, Riga, 1926
- Vekseļtiesību pārskats, Riga, 1927
- Fonti e lineamenti della legislazione lettone in materia di diritto privato, Riga, 1930
- Raksti par vekseļu un čeku tiesībām žurnālā "Tieslietu Ministrijas Vēstnesis" 1922-1931, Riga, 1993
- Vekseļu un čeku tiesību pārskats : Rīga, 1926.-1927, Riga, 1993
- No romiesu tiesibam lidz Hagas konvencijam. Senatora Augusta Lebera juridiskie atzinumi (1909-1939) / krajum. sastadijs Ditrihs Augusts Lebers. - Riga: LU zurnala "Latvijas Vesture " fonds, 2004. - 520 lpp. („Vom Römischen Recht bis zur Haager Konvention. Rechtgutachten des Senator August A. Loeber (1909-1939)“: Aufsatzsammlung mit 44 bisher unveröffentlichte Rechtsgutachten von Loeber)